# National Maritime Museum
National Maritime Museum (NMM) w Greenwich w Londynie jest najważniejszym muzeum morskim w Zjednoczonym Królestwie i jednym z największych muzeów tego typu na świecie. Historyczne budynki − wraz z Królewskim Obserwatorium Astronomicznym i XVII-wiecznym pałacem Queen’s House − zostały wpisane na listę światowego dziedzictwa UNESCO. W roku 2012 królowa Elżbieta II podpisała dekret, na mocy którego National Maritime Museum, Queen’s House, Królewskie Obserwatorium Astronomiczne i żaglowiec Cutty Sark zostały objęte wspólną nazwą Królewskich Muzeów w Greenwich (Royal Museums Greenwich). NMM jest sponsorowane przez Ministerstwo Kultury i Sportu Wielkiej Brytanii. Wstęp, jak w innych muzeach publicznych Zjednoczonego Królestwa, jest bezpłatny, jednak za wstęp na niektóre wystawy czasowe opłaty są pobierane.

## Oficjalne otwarcie
Muzeum zostało utworzone na podstawie National Maritime Act z roku 1934. Podstawą zbiorów była darowizna sir Jamesa Cairda (1864–1954). Król Jerzy VI dokonał oficjalnego otwarcia placówki 27 kwietnia 1937 roku, w czym towarzyszyła mu córka, księżniczka Elżbieta, późniejsza władczyni Zjednoczonego Królestwa, z którą odbył podróż Tamizą z Londynu. Pierwszym dyrektorem NMM został sir Geoffrey Callender.

## Zbiory

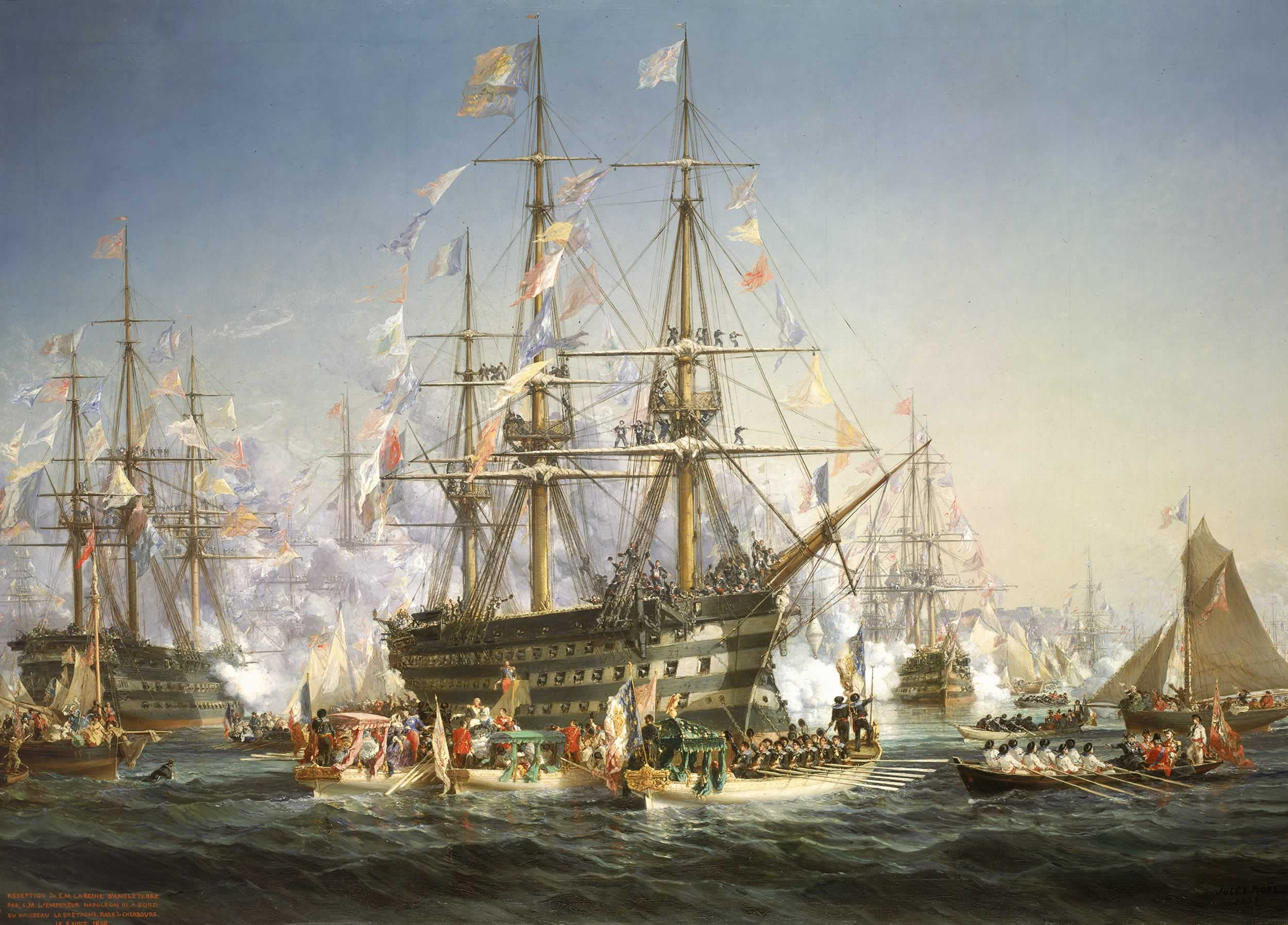
Jules Noël, francuski okręt Bretagne, 1859

Od najdawniejszych czasów podlondyńskie Greenwich związane było z żeglugą morską i nawigacją. Tu w starożytności lądowali Rzymianie, tu przebywał często król Henryk VIII, tu powstawały zręby Royal Navy, a Karol II Stuart założył w roku 1675 Królewskie Obserwatorium, „dla znalezienia długości geograficznej miejsc”. Miejsce lokalizacji czasu uniwersalnego i południka zerowego, od roku 1884 było centrum badań astronomicznych, a nawigatorzy na całym świecie regulowali swe zegary zgodnie z czasem Greenwich.
NMM zawiera największą na świecie kolekcję przedmiotów związanych z historią Wielkiej Brytanii na morzu (w sumie ponad dwa miliony okazów), w tym dzieła malarstwa marynistycznego, tak brytyjskiego, jak i holenderskiego z XVII wieku, historyczne mapy, manuskrypty, plany i modele dawnych statków i okrętów, instrumenty nawigacyjne i naukowe oraz przyrządy astronomiczne (prezentowane w obserwatorium). Zawiera też kolekcję portretów osób tak ważnych dla historii brytyjskiej marynarki, jak np. Horatio Nelson czy James Cook.
Pewien cień na działalność National Maritime Museum rzucają dzieła sztuki zabrane z Niemiec po zakończeniu II wojny światowej, w tym modele okrętów i obrazy. Muzeum było często krytykowane za bezprawne posiadanie, jak to określano, „zrabowanych dzieł sztuki”. Muzeum twierdzi jednak, że te obiekty kulturalne to „zdobycz wojenna” należąca się Wielkiej Brytanii na podstawie ustaleń konferencji poczdamskiej.

## Galeria zbiorów NMM

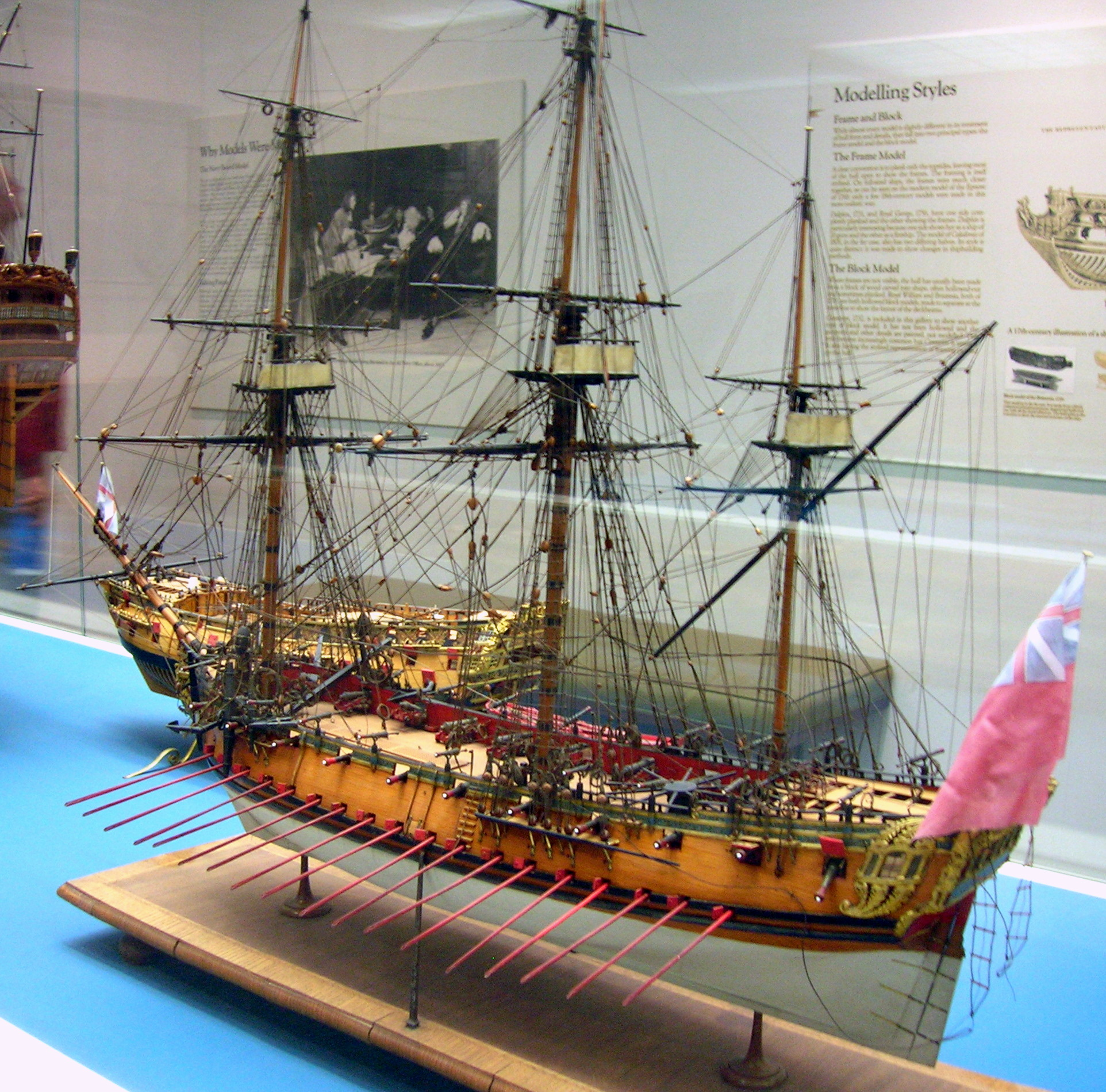
Model 20-działowego okrętu szóstej klasy w muzeum
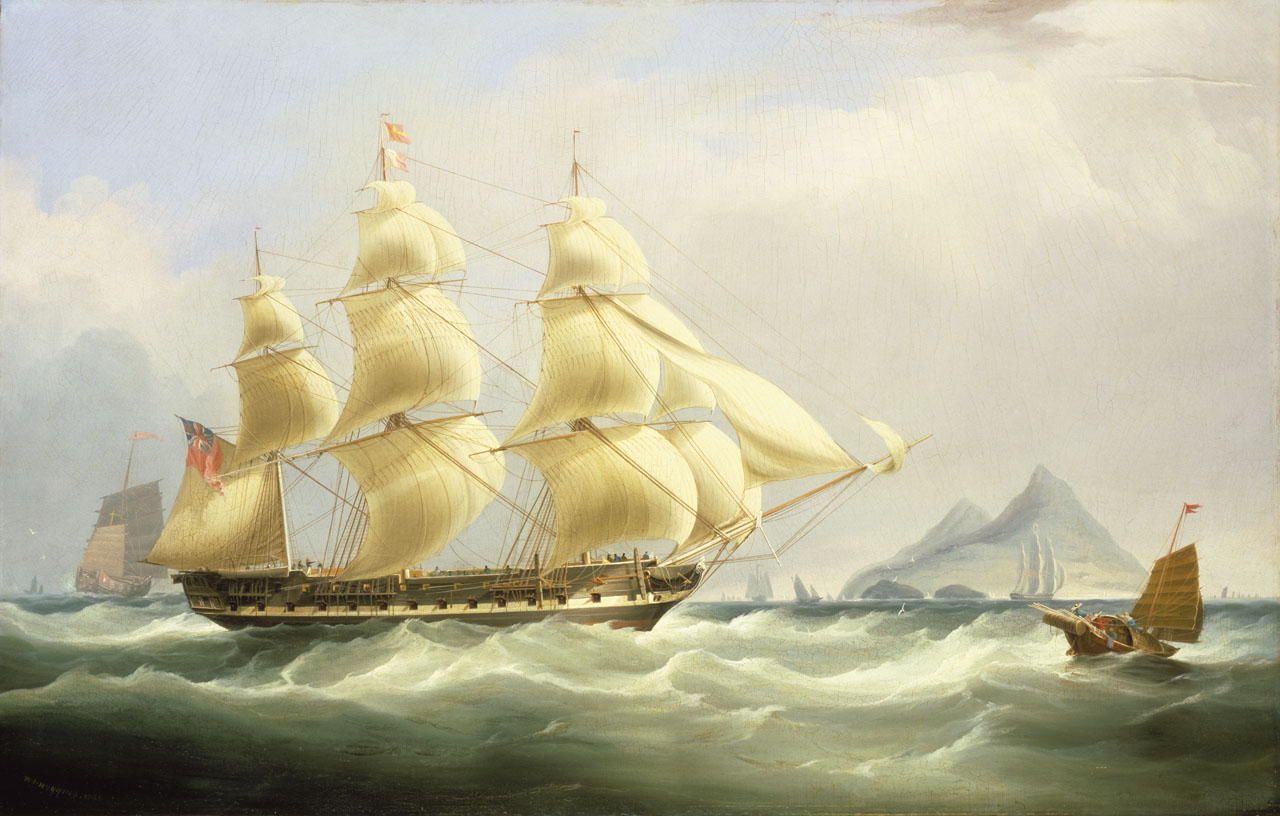
William John Huggins, East Indianman „Asia”, ok. 1831
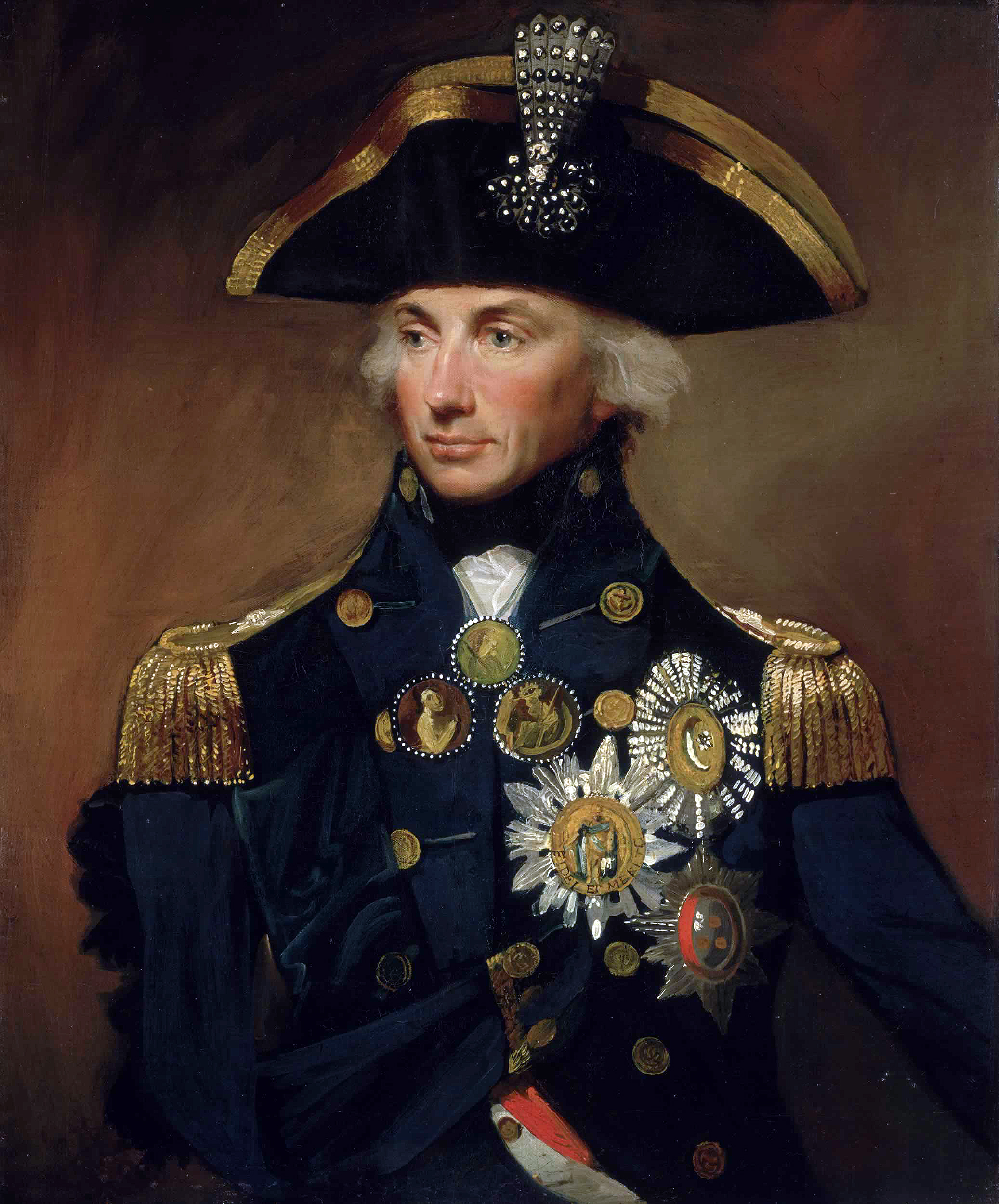
Lemuel Francis Abbott, Kontradmirał Horatio Nelson, 1799
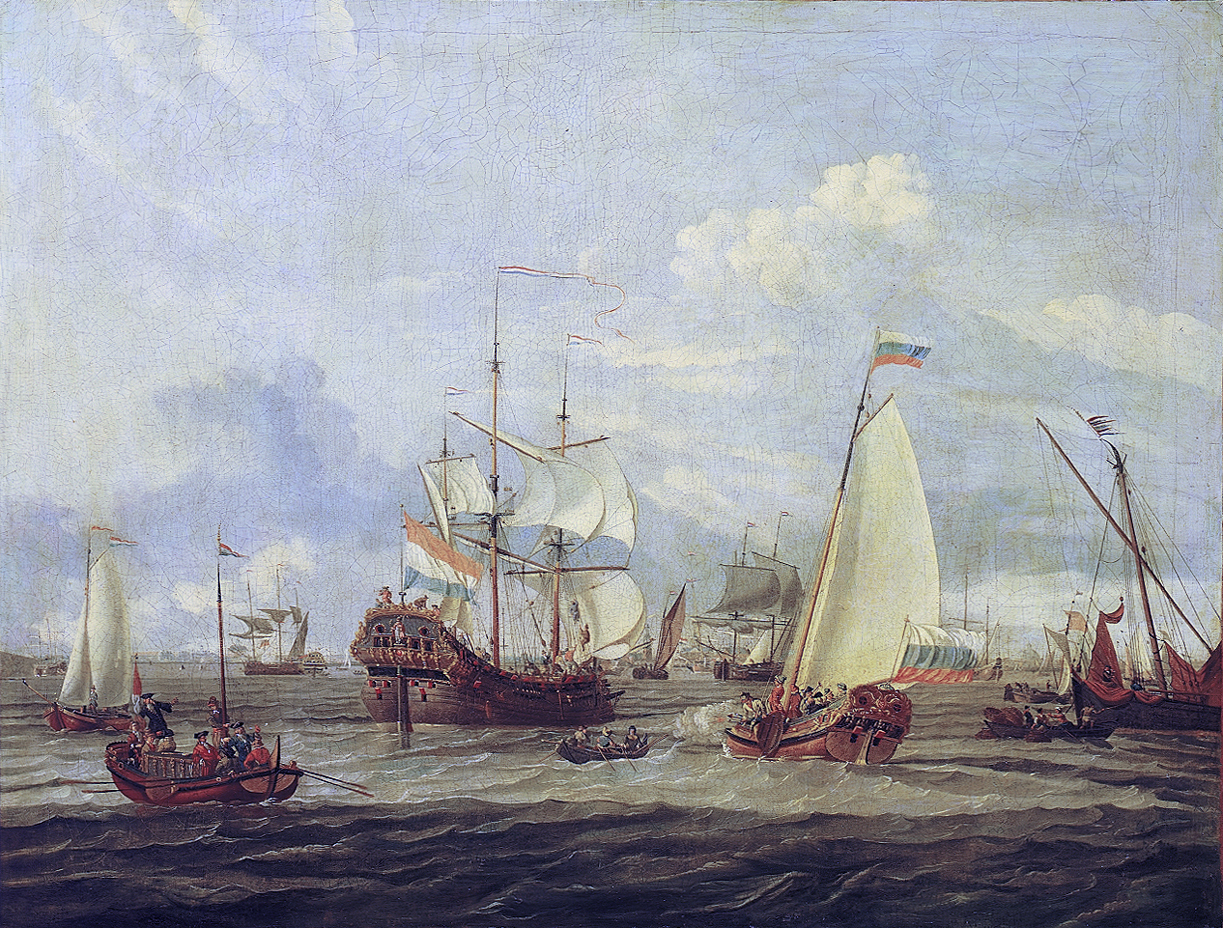
Abraham Storck, Car Piotr I ogląda statek „Amsterdam”, ok. 1700
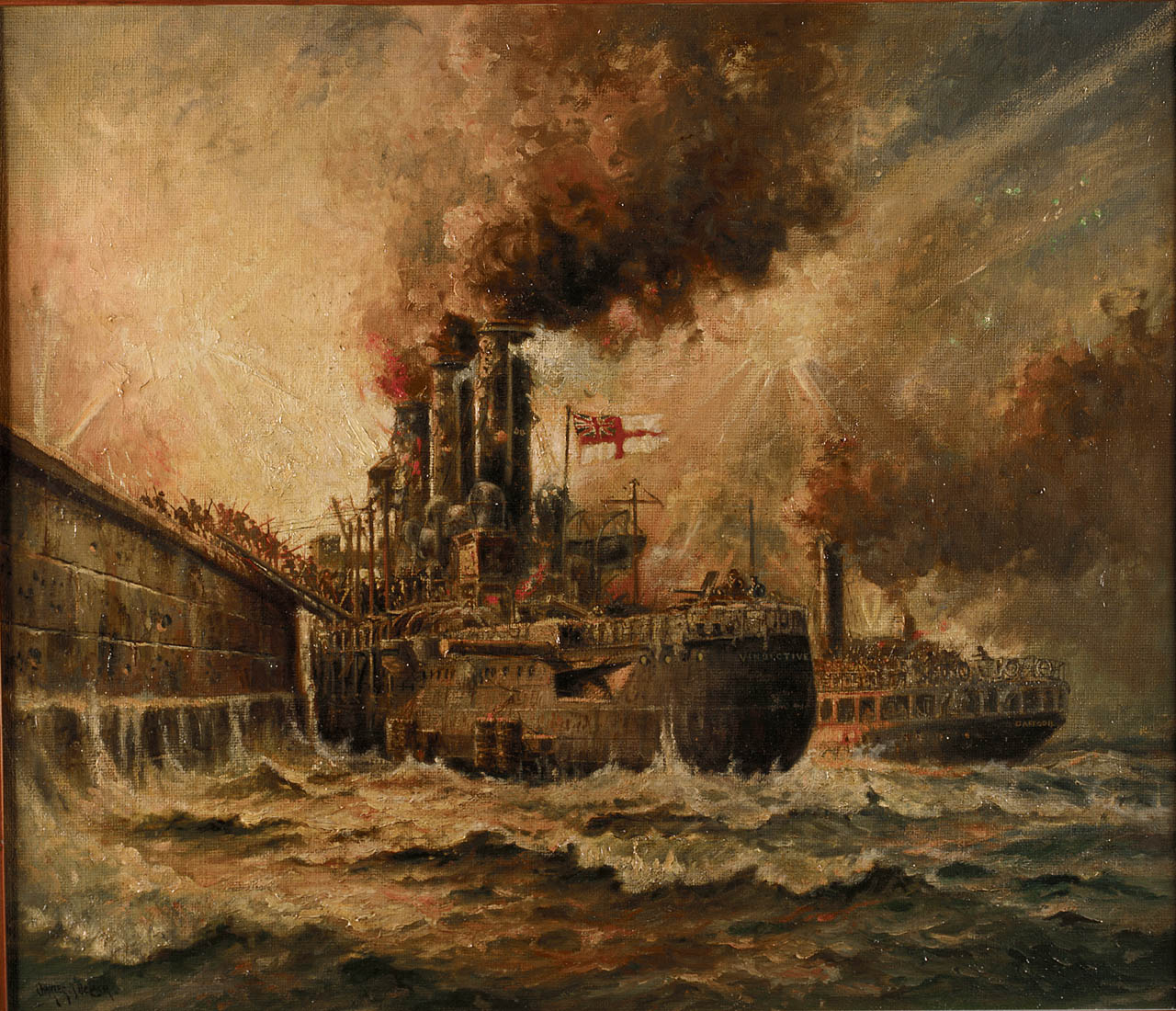
Charles John De Lacy, HMS „Vindictive” pod Zeebrugge 23 kwietnia 1918
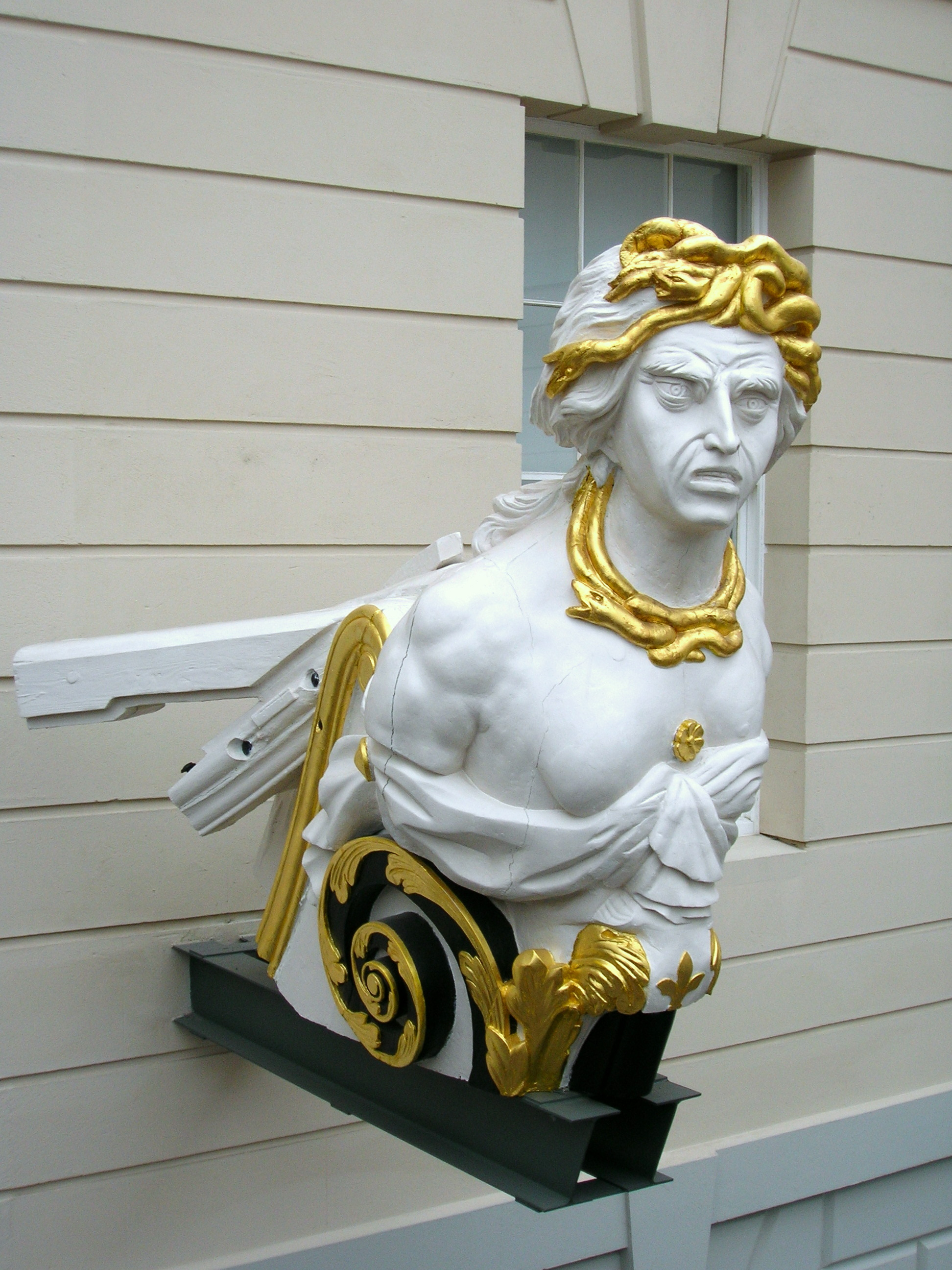
Galion okrętu HMS „Implacable” w National Maritime Museum
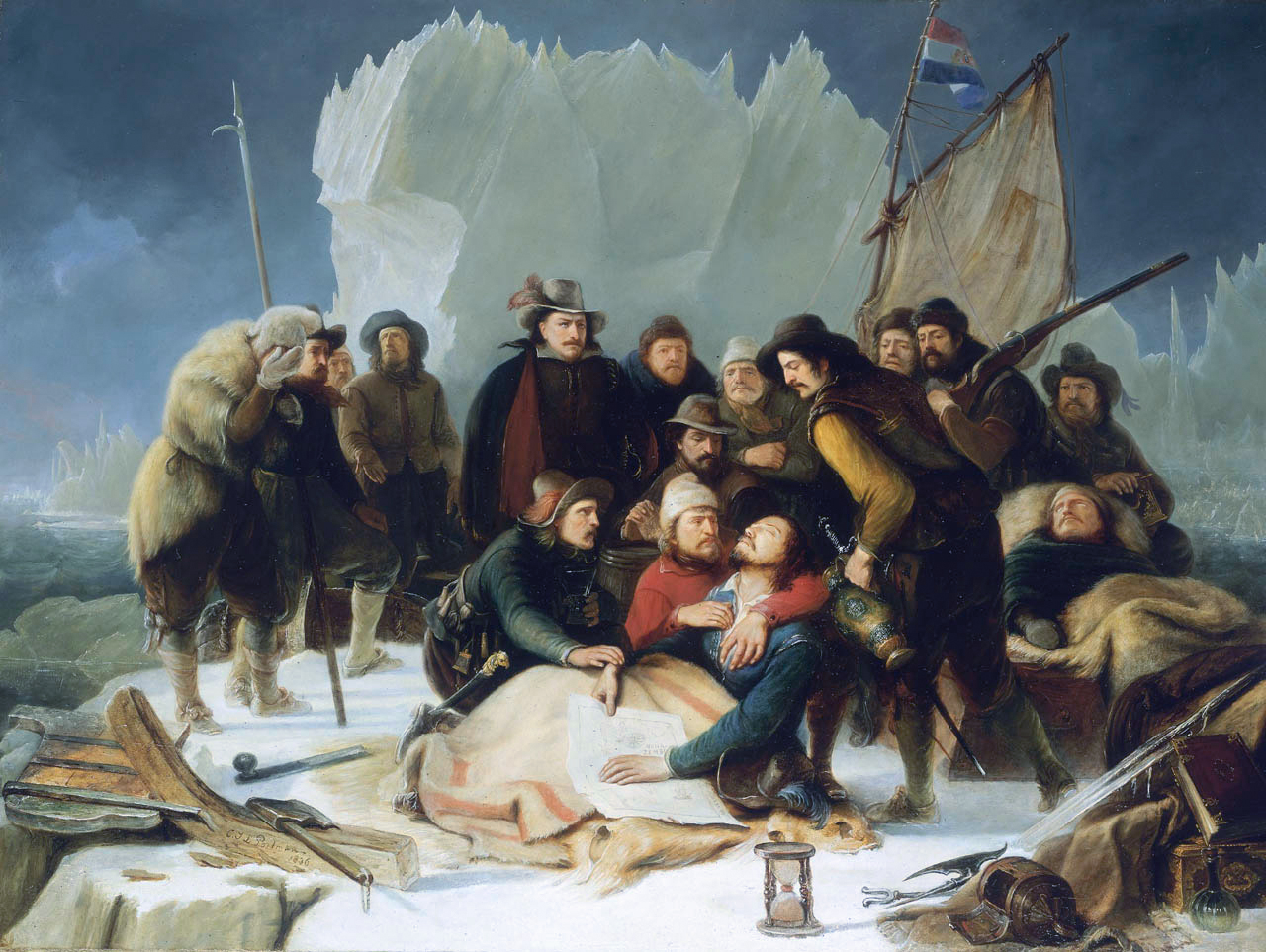
Christiaan Julius Lodewyck Portman, Śmierć Wiliama Barentsa, 1836
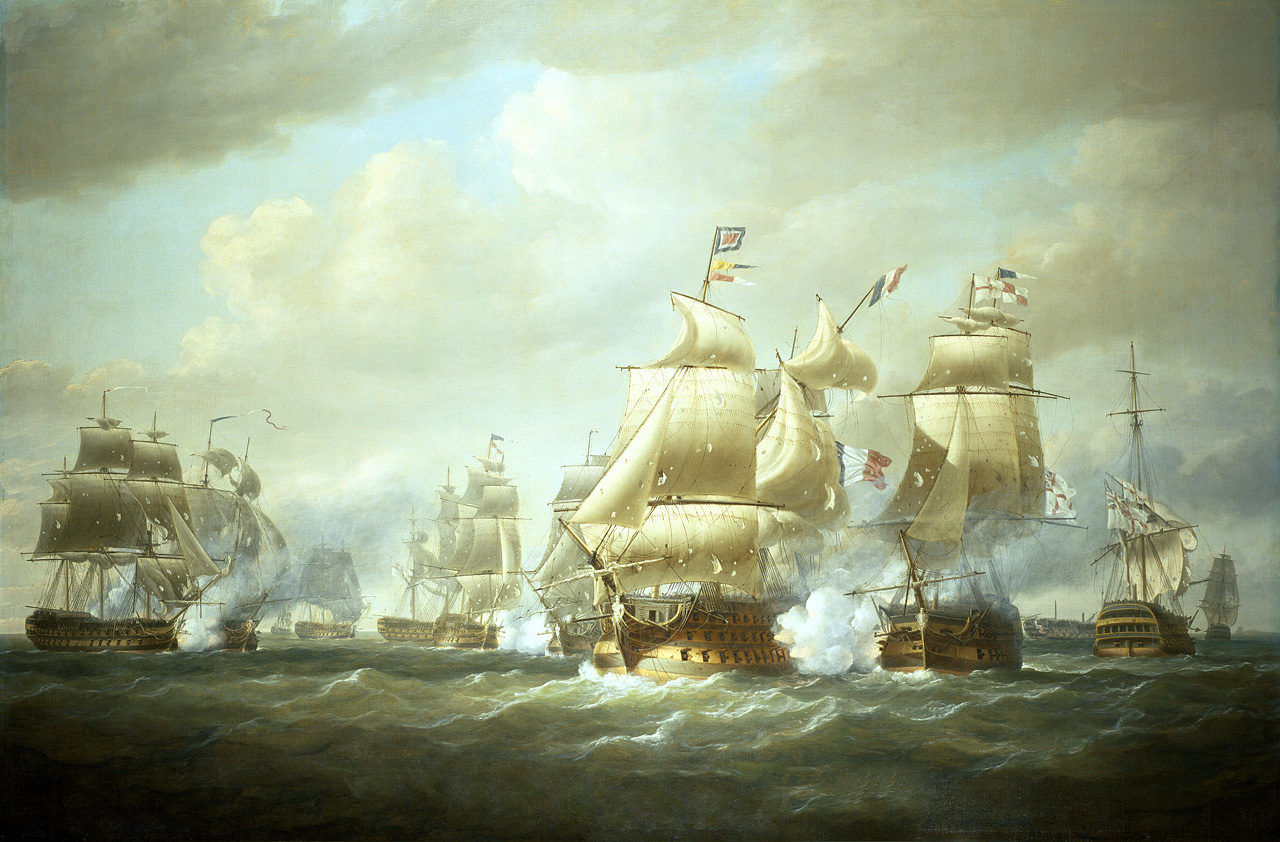
Nicholas Pocock, Bitwa u wybrzeży Santo Domingo, 1806